# 1921 في الولايات المتحدة

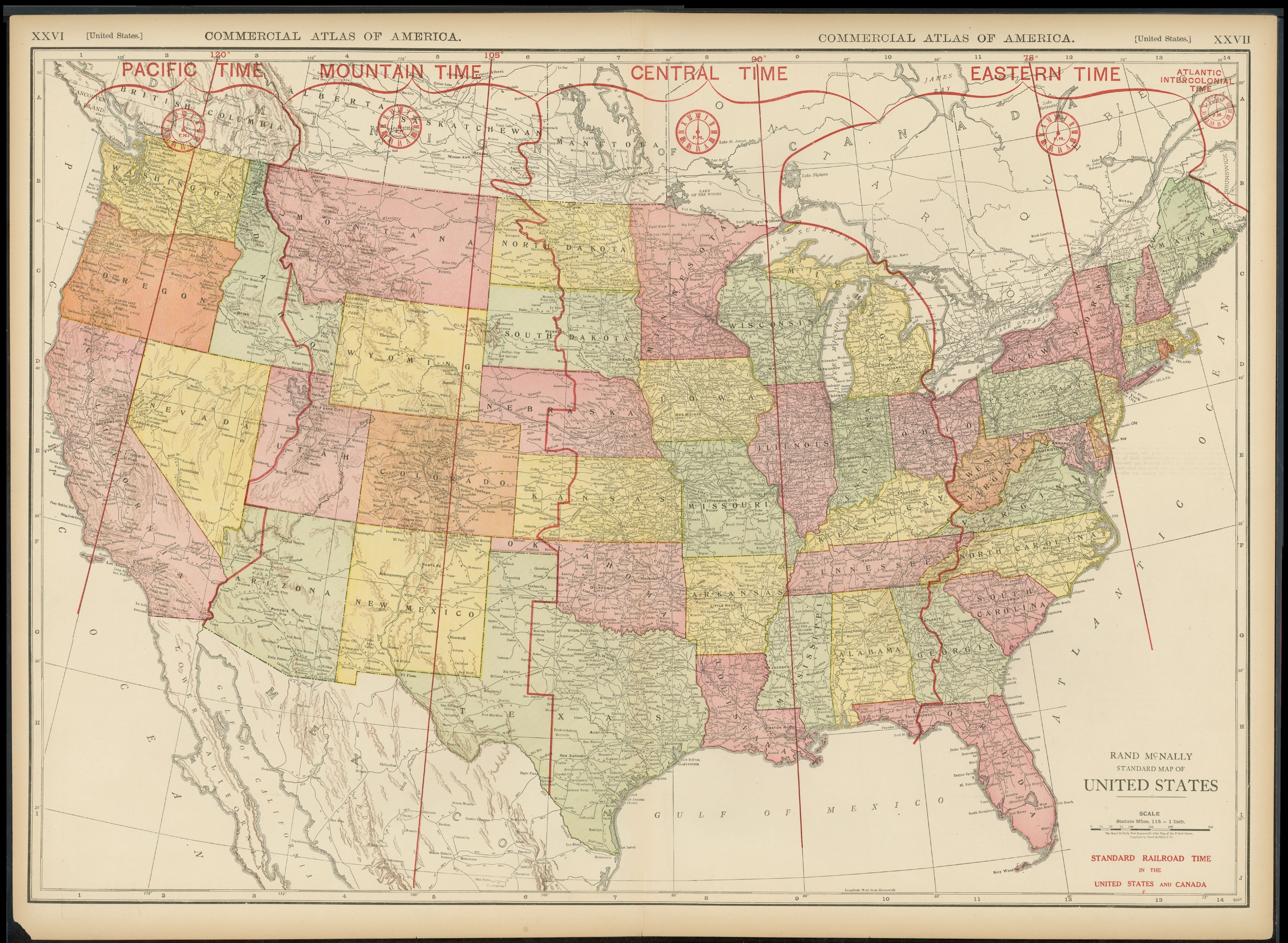
Rand McNally Standard Map of the United States, 1921

فيما يلي قوائم الأحداث التي وقعت خلال عام 1921 في الولايات المتحدة.

## سياسة

### تعيين في المنصب
- 1 يناير – رايت باتمان عضو مجلس نواب تكساس.
- 1 يناير – روبرت تافت عضو مجلس نواب أوهايو.
- 1 يناير – ريتشارد راسيل عضو مجلس نواب جورجيا.
- 1 يناير – ناثان لويس ميلر حاكم نيويورك [الإنجليزية]‏.
- 3 يناير – تشارلز رندل مابي حاكم يوتا  [لغات أخرى]‏.
- 3 يناير – جوزيف مور ديكسون حاكم مونتانا [الإنجليزية]‏.
- 5 يناير – بحيرة افريت، إلاي حاكم كونيتيكت  [لغات أخرى]‏.
- 10 يناير – آرثر ماستيك هايد حاكم ميسوري  [لغات أخرى]‏.
- 11 يناير – توماس شيبمان ماكراي حاكم أركنساس  [لغات أخرى]‏.
- 27 فبراير – جيمس سبور حاكم غوام.
- 4 مارس – أوغدن إل ميلز عضو مجلس النواب الأمريكي.
- 4 مارس – غريس كوليدج السيدة الثانية للولايات المتحدة.
- 4 مارس – فلورنسا هاردينغ السيدة الأولى للولايات المتحدة.
- 4 مارس – وارن جي. هاردينغ رئيس الولايات المتحدة.
- 5 مارس – ألبرت ب فال وزير داخلية الولايات المتحدة.
- 5 مارس – تشارلز إيفانز هيوز وزير الخارجية الأمريكي.
- 5 مارس – جون ويكس وزير حرب الولايات المتحدة.
- 5 مارس – هربرت هوفر وزير التجارة الأمريكي.
- 9 مارس – أندرو ويليام ميلون وزير الخزانة الأمريكي.
- 11 يوليو – ويليام هوارد تافت رئيس المحكمة العليا للولايات المتحدة.

### انتهاء فترة المنصب
- 1 يناير – ر يوينغ توماسون عضو مجلس نواب تكساس.
- 2 يناير – صموئيل ف . ستيوارت حاكم مونتانا [الإنجليزية]‏.
- 3 يناير – سيمون بامبيرجر حاكم يوتا  [لغات أخرى]‏.
- 6 يناير – كالفين كوليدج حاكم ماساتشوستس [الإنجليزية]‏.
- 13 يناير – وارن جي. هاردينغ عضو مجلس الشيوخ الأمريكي.
- 3 مارس – ديفيد فرانكلين هيوستن وزير الخزانة الأمريكي.
- 3 مارس – كلايد رورك هوي عضو مجلس النواب الأمريكي.
- 3 مارس – هربرت بيل عضو مجلس النواب الأمريكي.
- 4 مارس – ألبرت ب فال عضو مجلس الشيوخ الأمريكي.
- 4 مارس – ألكساندر ميتشل بالمر نائب عام الولايات المتحدة.
- 4 مارس – إديث ويلسون السيدة الأولى للولايات المتحدة.
- 4 مارس – بينبردج كولبي وزير الخارجية الأمريكي.
- 4 مارس – جوزيف دانييل الأمين العام.
- 4 مارس – جون بارتون باين وزير داخلية الولايات المتحدة.
- 4 مارس – وودرو ويلسون رئيس الولايات المتحدة.
- 30 يونيو – بيتن كونواي مارس رئيس أركان جيش الولايات المتحدة.
- 19 مايو – إدوارد دوغلاس وايت رئيس المحكمة العليا للولايات المتحدة.
- 30 يونيو – بيتن كونواي مارس رئيس أركان جيش الولايات المتحدة.
- 12 أكتوبر – فيلاندر سي نوكس نائب عام الولايات المتحدة، عضو مجلس الشيوخ الأمريكي.
- 23 نوفمبر – لين جوزيف فريزر حاكم شمال داكوتا [الإنجليزية]‏.

## مواليد

### يناير
- 1 يناير – جوني لوغان لاعب كرة سلة أمريكي.
- 3 يناير – جون راسيل ممثل أمريكي.[1]
- 10 يناير – رودجر وارد[2]
- 14 يناير – كين سيلورز لاعب كرة سلة أمريكي.[3]
- 14 يناير – موراي بوكتشين
- 15 يناير – كليف باركر
- 17 يناير – ديهل بيرتي ممثل أمريكي.
- 18 يناير – بلدينغ شريبنر طبيب من الولايات المتحدة الأمريكية.[4]
- 19 يناير – باتريشا هايسميث
- 19 يناير – كين كيز[5]
- 21 يناير – جون دوسيت ممثل أمريكي.[6]
- 25 يناير – صامويل كوهين فيزيائي أمريكي.[7]
- 27 يناير – دونا ريد[8]
- 31 يناير – جون أجار ممثل أمريكي.[9]
- 31 يناير – كارول تشانينج ممثلة أمريكية.[10]
- 31 يناير – ماريو لانزا[11]

### فبراير
- 1 فبراير – وينتون بلونت[12]
- 3 فبراير – رالف ألفر[13]
- 4 فبراير – بيتي فريدان[14]
- 6 فبراير – كارل نيومان ديجلر مؤرخ أمريكي.[15]
- 8 فبراير – لانا تيرنر ممثلة أمريكية.[16]
- 11 فبراير – لويد بنتسن سياسي أمريكي.[17]
- 16 فبراير – هارولد كيلي عالم نفس أمريكي.[18]
- 17 فبراير – دوان كيش عالم كيمياء حيوية من الولايات المتحدة الأمريكية.
- 20 فبراير – جوزف ووكر رائد فضاء أمريكي.
- 20 فبراير – جيمي بتلر ممثل أمريكي.
- 21 فبراير – جان هيذر[19]
- 21 فبراير – جون رولس
- 24 فبراير – أيب فيغودا ممثل أمريكي.[20]

### مارس
- 1 مارس – جيم ديلاني منافِس أوليمبي من الولايات المتحدة الأمريكية.[21]
- 8 مارس – آلان هيل جونيور[22]
- 8 مارس – سيد تشاريس[23]
- 9 مارس – إيفيلين ويتكن[24]
- 9 مارس – كارل بيتز[25]
- 14 مارس – تروت كاثي صاحب مطعم من الولايات المتحدة الأمريكية.[26]
- 15 مارس – برادي ووكر لاعب كرة سلة أمريكي.
- 21 مارس – جوزيف سوتر مهندس أمريكي.[27]
- 25 مارس – نانسي كيلي[28]
- 28 مارس – هارولد اجنيو فيزيائي أمريكي.[29]

### أبريل
- 1 أبريل – بيو جاك ملاكم من الولايات المتحدة الأمريكية.
- 10 أبريل – تشاك كونرز[30]
- 13 أبريل – لويس ويتن[31]
- 14 أبريل – توماس شيلينغ عالم اقتصاد أمريكي.[32]
- 16 أبريل – ماري مينارد دالي عالمة كيمياء حيوية من الولايات المتحدة الأمريكية.[33]
- 18 أبريل – دون أوتن لاعب كرة سلة أمريكي.
- 30 أبريل – روجر إيستون الأب عَالِم من الولايات المتحدة الأمريكية.

### مايو
- 3 مايو – جاك دوان لاعب كرة سلة أمريكي.
- 3 مايو – شوجار ري روبنسون ملاكم من الولايات المتحدة الأمريكية.[34]
- 5 مايو – آرثر شاولو فيزيائي أمريكي.[35]
- 9 مايو – دانيال بيريغان[36]
- 14 مايو – ريتشارد ديكون ممثل أمريكي.[37]
- 16 مايو – هاري كاري ممثل أمريكي.[38]
- 22 مايو – جورج هاموند كيميائي أمريكي.[39]
- 23 مايو – غارلاند أوشيلدز لاعب كرة سلة أمريكي.
- 29 مايو – كليفتون جيمس ممثل أمريكي.[40]

### يونيو
- 4 يونيو – بوبي وانزر[41]
- 9 يونيو – إروين هان فيزيائي أمريكي.[42]
- 9 يونيو – فورست بيرد مهندس أمريكي.
- 15 يونيو – تشارلز بي بلاك لاعب كرة سلة أمريكي.
- 21 يونيو – جودي هوليداي[43]
- 21 يونيو – جين راسل[44]

### يوليو
- 3 يوليو – سوزان بيترز[45]
- 6 يوليو – شارل فيرغسون[46]
- 6 يوليو – نانسي ريغان[47]
- 7 يوليو – إزارد تشارلز ملاكم من الولايات المتحدة الأمريكية.[48]
- 10 يوليو – يونيس كينيدي شرايفر منافِسة أوليمبية من الولايات المتحدة الأمريكية.[49]
- 13 يوليو – جيمس أندرسون[50]
- 14 يوليو – سيكستو دوران بالين[51]
- 15 يوليو – روبرت ميريفيلد[52]
- 16 يوليو – برنارد وليام روجرز[53]
- 18 يوليو – آرون بيك[54]
- 18 يوليو – جون غلين رائد فضاء أمريكي.[55]
- 19 يوليو – روزالين يالو[56]
- 20 يوليو – تيد شرودر لاعب كرة مضرب من الولايات المتحدة.[57]
- 23 يوليو – كالفيرت ديفوريست[58]
- 27 يوليو – ماري أبوت فنانة أمريكية.[59]
- 29 يوليو – ريتشارد إيغان ممثل أمريكي.[60]

### أغسطس
- 1 أغسطس – جاك كرامر لاعب كرة مضرب أمريكي.[61]
- 1 أغسطس – ليلي تشوكجيان مغنية أوبرا من الولايات المتحدة الأمريكية.[62]
- 8 أغسطس – إستر وليامز[63]
- 8 أغسطس – وليام آشر[64]
- 8 أغسطس – ويب بيرس موسيقي أمريكي.[65]
- 11 أغسطس – أليكس هيلي[66]
- 19 أغسطس – جين رودينبيري[67]
- 23 أغسطس – كينيث أرو عالم اقتصاد أمريكي.[68]
- 26 أغسطس – بن برادلي[69]
- 26 أغسطس – ناعومي باركر[70]
- 28 أغسطس – نانسي كولب[71]
- 30 أغسطس – انجيلو دندي[72]

### سبتمبر
- 3 سبتمبر – هنري لويس بيلمن سياسي أمريكي.[73]
- 5 سبتمبر – جاك فالنتي موظف مدني من الولايات المتحدة الأمريكية.[74]
- 6 سبتمبر – نورمان جوزيف وودلاند[75]
- 14 سبتمبر – كونستانس بيكر موتلي[76]

### أكتوبر
- 1 أكتوبر – جيمس ويتمور[77]
- 7 أكتوبر – تومي فاريل ممثل أمريكي.
- 12 أكتوبر – آرثر كلوكي[78]
- 20 أكتوبر – جوان هينتون فيزيائية أمريكية.[79]
- 21 أكتوبر – بيلي هاسيت لاعب كرة سلة أمريكي.
- 22 أكتوبر – كاثبيرت سيباستيان
- 26 أكتوبر – جو فولكس لاعب كرة سلة أمريكي.[80]
- 29 أكتوبر – ديك هولوب

### نوفمبر
- 3 نوفمبر – تشارلز برونسون[81]
- 4 نوفمبر – جاي أنسون مؤلف أمريكي.[82]
- 6 نوفمبر – جيمس جونز مؤلف أمريكي.[83]
- 9 نوفمبر – توماس باين أوتن عَالِم من الولايات المتحدة الأمريكية.[84]
- 14 نوفمبر – براين كيث[85]
- 20 نوفمبر – جورج إرنست ممثل من الولايات المتحدة الأمريكية.[86]
- 20 نوفمبر – جوني سيباستيان لاعب كرة سلة أمريكي.
- 20 نوفمبر – جيم غاريسون قاضي أمريكي.[87]
- 20 نوفمبر – دان فريزر ممثل أمريكي.[88]
- 22 نوفمبر – رودني دانجيرفيلد[89]
- 24 نوفمبر – جون ليندسي سياسي أمريكي.[90]
- 24 نوفمبر – هربرت يورك فيزيائي أمريكي.[91]
- 28 نوفمبر – هال هويل روبرت
- 29 نوفمبر – وليام ألستون[92]
- 30 نوفمبر – يوجين والتر كاتب أمريكي.[93]

### ديسمبر
- 6 ديسمبر – أوتو غراهام[94]
- 6 ديسمبر – بواغ جونسون لاعب كرة سلة من الولايات المتحدة الأمريكية.
- 13 ديسمبر – دافيد جيل رياضياتي أمريكي.[95]
- 20 ديسمبر – جورج هيل مخرج أفلام أمريكي.[96]
- 26 ديسمبر – ستيف آلين[97]
- 28 ديسمبر – جوني يورجنسن لاعب كرة سلة أمريكي.

## وفيات

### يناير
- 20 يناير – ماري واتسون ويتني (مواليد 1847)[98]

### مارس
- 10 مارس – فرانسيس روبنز ابتون (مواليد 1852) فيزيائي أمريكي.[99]
- 29 مارس – جون بوروز (مواليد 1837)[100]

### أبريل
- 10 أبريل – جيتر كونيلي بريتشارد (مواليد 1857) سياسي أمريكي.[101]
- 29 أبريل – آني إديسون تايلور (مواليد 1838) معلمة من الولايات المتحدة الأمريكية.[102]

### مايو
- 19 مايو – إدوارد دوغلاس وايت (مواليد 1845) سياسي أمريكي.[103]
- 29 مايو – هوراس بورتر (مواليد 1837)[104]

### يونيو
- 16 يونيو – وليام ميسون (مواليد 1850) سياسي أمريكي.[105]
- 20 يونيو – جورج توكر (مواليد 1880)
- 28 يونيو – تشارلز بونابرت (مواليد 1851) محامي أمريكي.[106]

### يوليو
- 24 يوليو – سايروس سكوفيلد (مواليد 1843) سياسي أمريكي.[107]

### أغسطس
- 29 أغسطس – جويل ألين (مواليد 1838)[108]

### سبتمبر
- 9 سبتمبر – فرجينيا راب (مواليد 1891)[109]

### أكتوبر
- 12 أكتوبر – فيلاندر سي نوكس (مواليد 1853) سياسي أمريكي.[110]
- 21 أكتوبر – وليام والاس واذرسبون (مواليد 1850) عسكري من الولايات المتحدة الأمريكية.[111]
- 25 أكتوبر – بي ريفيس إيسون جونيور (مواليد 1914) ممثل أمريكي.

### ديسمبر
- 8 ديسمبر – هنري فلود (مواليد 1865) سياسي أمريكي.[112]
- 12 ديسمبر – هنريتا سوان ليفيت (مواليد 1868) عالمة فلكة من الولايات المتحدة الأمريكية.[113]
- 19 ديسمبر – إيلا هاربر (مواليد 1873)
- 23 ديسمبر – سام ماكفاي (مواليد 1884) ملاكم من الولايات المتحدة الأمريكية.[114]